# 2017년 10월 6일 후쿠시마현 해역 지진 (17시 00분)
2017년 10월 6일 17시 00분 후쿠시마현 해역 지진은 2017년 10월 6일 일본 표준시 기준 17시 정각에 후쿠시마현 해역에서 일어난 Mw 6.2의 지진이다. 일본 기상청 규모 기준 6.0이며 후쿠시마현에서 300km 정도 떨어진 곳에서 일어난 지진으로 진원 깊이는 10 km이다. 도호쿠, 간토, 홋카이도 지방에서 일본 기상청 진도 계급 최대 2를 관측했으며 쓰나미주의보는 발령되지 않았다. 사상자도 보고되지 않았다. 2011년 일어난 도호쿠 지방 태평양 해역 지진의 대부분의 여진이 역단층형 지진인 것과는 달리, 이 지진은 정단층형 지진이다.

## 진앙
- USGS : 북위 37° 30′ 11″ 동경 144° 01′ 12″ / 북위 37.503°  동경 144.020°
- 일본 기상청 : 북위 37° 26.1′  동경 143° 56.9′  / 북위 37.4350°  동경 143.9483° [7]

## 진도
진도1 이상을 관측한 도도부현은 다음과 같다.
| 진도 | 도도부현 |
| ---- | --- |
| 2    | 홋카이도 아오모리현 이와테현 미야기현 아키타현 야마가타현 후쿠시마현 이바라키현 도치기현 군마현 사이타마현 지바현 |
| 1    | 도쿄도 가나가와현 니가타현 야마나시현 나가노현 시즈오카현                                                         |

## 같이 보기
- 2017년 10월 6일 후쿠시마현 해역 지진 (23시 56분)